# Батлер, Джудит
Джудит Памела Батлер (англ. Judith Pamela Butler; род. 24 февраля 1956, Кливленд, Огайо, США) — американский философ

, представительница постструктурализма, чьи работы оказали существенное влияние на вопросы феминизма, квир-теории, политической философии и этики. Начиная с 1993 года преподаёт критическую теорию в Калифорнийском университете в Беркли на кафедре сравнительного литературоведения. Также занимает именную кафедру Ханны Арендт в European Graduate School.
Член Американского философского общества, членкор Британской академии.
Автор нескольких книг, наиболее известные — «Гендерное беспокойство. Феминизм и подрыв идентичности» и Bodies That Matter (1993).

## Биография
Родилась в семье российских и венгерских евреев; отец был реформистским иудеем, а мать исповедовала православие. По собственным словам, начала изучать философию в 14 лет по наставлению местного раввина.
Училась сперва в еврейской школе, затем в Беннингтонском колледже, после изучала философию в Йельском университете, где в 1978 году получила степень бакалавра искусств и в 1984 году защитила докторскую по философии (там же получила и степень магистра M.A.). В ходе получения образования в основном изучала немецкий идеализм, феноменологию и работы Франкфуртской школы.
В 1984—1993 годах преподавала в Уэслианском университете, Университете Джорджа Вашингтона и Университете Джонса Хопкинса. С 1993 года профессор риторики и сравнительной литературы в Калифорнийском университете в Беркли. Член Американской академии искусств и наук (2019). Занимает шестое место в Top Influential Sociologists 2010—2020 по версии Academic Influence.
Работает в постструктуралистской традиции, разрабатывая вопросы феминизма и сексуальности. В сфере её интересов — политическая теория, в последних работах обращается к еврейской философии.

## Основные идеи
Джудит Батлер заложила понимание гендерной идентичности как «вынужденного социальными санкциями и табу перформативного достижения».
Рассматривая гендер как перформативный, Батлер тем не менее указывает, что её работы не следует понимать так, якобы гендерные самоощущения являются нереальными, или что гендер не может быть существенной и устойчивой частью личности.
Выступает против транс-эксклюзивного радикального феминизма, характеризуя его как маргинальное движение, стремящееся говорить от имени мейнстрима.

## Критика
В 1999 году американский философ Марта Нуссбаум раскритиковала Батлер в своей статье, которая обсуждалась многими феминистками. Нуссбаум обвинила её в отказе от организованной политической борьбы в пользу индивидуальных «перформансов» и намеренно запутанном стиле письма.
Батлер была обвинена в антисемитизме из-за критики сионизма и политики Израиля в отношении жителей Палестины.
Перед демократической конференцией 2017 года в Бразилии, где она была одним из организаторов, протестующие сожгли чучело в виде Батлер, к которому прикрепили шляпу ведьмы и ярко-розовый бюстгальтер. Она также сообщила, что в аэропорту, когда они с Венди Браун уезжали из Сан-Паулу, к ним подошла группа примерно из 20 человек, державших плакаты с фотографией Батлер и призывами отправляться домой или отправляться в ад.

## Награды
- Стипендия Гуггенхайма (1998)[20].
- Andrew W. Mellon Foundation Distinguished Achievement Award (2008).
- Лауреат премии Теодора В. Адорно (2012)[21].

## Личная жизнь
Джудит Батлер — небинарная лесбиянка, использующая местоимения «она» или «они». Живёт в Беркли со своей партнёршей Венди Браун и сыном Исааком.

## Публикации

### На английском языке
- 2024: Who's Afraid of Gender? : 978-1802061062
- 2020: The Force of Nonviolence : ISBN 978-1-78873-276-5
- 2016: Vulnerability in Resistance, coauthored with Zeynep Gambetti: ISBN 978-0-8223-6279-1
- 2015: Notes Toward a Performative Theory of Assembly : ISBN 978-0-674-96775-5
- 2015: Senses of the Subject : ISBN 978-0-8232-6467-4
- 2013: Dispossession: The Performative in the Political, coauthored with Athena Athanasiou : ISBN 978-0-7456-5381-5
- 2012: Parting Ways: Jewishness and the Critique of Zionism : ISBN 0-231-14610-8
- 2011: The Question of Gender : Joan W. Scott’s critical feminism : ISBN 0-253-35636-9
- 2011: The Power of Religion in the Public Sphere : ISBN 0-231-15645-6
- 2009: Frames of War: When Is Life Grievable? : ISBN 1-84467-333-2
- 2007: Who Sings the Nation-State?: Language, Politics, Belonging (с Гаятри Спивак) : ISBN 1-905422-57-1
- 2005: Giving An Account of Oneself : ISBN 0-8232-2504-6
- 2004: Undoing Gender : ISBN 0-415-96923-9
- 2004: Precarious Life: The Powers of Mourning and Violence : ISBN 1-84467-544-0
- 2003: Women and Social Transformation (с Элизабет Бек-Герншайм и Лидией Пигверт) : ISBN 0-8204-6708-1
- 2000: Contingency, Hegemony, Universality: Contemporary Dialogues on the Left (с Эрнесто Лакло и Славоем Жижеком) : ISBN 1-85984-278-X
- 2000: Antigone’s Claim: Kinship Between Life and Death : ISBN 0-231-11895-3
- 1997: The Psychic Life of Power: Theories in Subjection : ISBN 0-8047-2812-7
- 1997: Excitable Speech: A Politics of the Performative : ISBN 0-415-91587-2
- 1993: Bodies That Matter: On the Discursive Limits of «Sex» : ISBN 0-415-90365-3
- 1990: Gender Trouble: Feminism and the Subversion of Identity : ISBN 0-415-38955-0
- 1987: Subjects of Desire: Hegelian Reflections in Twentieth-Century France : ISBN 0-231-06451-9

### На русском языке

#### Книги
- Батлер Дж. Психика власти: теории субъекции / пер. с англ. З. Баблояна. — Харьков-СПб.: ХЦГИ-Алетейя, 2002. — 168 с. — (Гендерные исследования). — ISBN 5-89329-554-4.
- Батлер Дж. Психика власти. — СПб.: Издательство Санкт-Петербургского университета, 2020. — 160 с. — (Гендерные исследования). — ISBN 978-5-89329-554-2.
- Батлер Дж. Заметки к перформативной теории собрания / пер. с англ. Д. Кралечкина. — М.: Ад Маргинем Пресс, 2018. — 248 с. — ISBN 978-5-91103-398-9.
- Батлер Дж. Гендерное беспокойство: Феминизм и подрыв идентичности / пер. с англ. К. Саркисова. — М.: V-A-C Press, 2022. — 272 с. — ISBN 978-5-907183-47-6
- Батлер Дж. Сила ненасилия. Сцепка этики и политики / пер. с англ. И. Кушнаревой. — М.: Издательский Дом ВШЭ, 2023. — 224 с. — (Политическая теория). — ISBN 978-5-7598-2665-1.

#### Статьи
- Батлер Дж. Гендерное беспокойство (гл. 1. Субъекты пола/гендера/желания) // Антология гендерной теории / пер. с англ. Е. Князевой. — Минск: Пропилеи, 2000. — С. 297—346. — ISBN 985-6329-32-9.
- Батлер Дж. От пародии к политике // Введение в гендерные исследования Ч. II: Хрестоматия / под ред. С.В. Жеребкина. — Харьков—СПб.: ХЦГИ—Алетейя, 2001. — С. 164—173. — ISBN 5-89329-422-Х.
- Батлер Дж. Случайно сложившиеся основания: феминизм и вопрос об «постмодернизме» // Введение в гендерные исследования Ч. II: Хрестоматия / под ред. С.В. Жеребкина. — Харьков—СПб.: ХЦГИ—Алетейя, 2001. — С. 235—257. — ISBN 5-89329-422-Х.
- Батлер Дж. Чисто культурное // Введение в гендерные исследования Ч. II: Хрестоматия / под ред. С.В. Жеребкина. — Харьков—СПб.: ХЦГИ—Алетейя, 2001. — С. 289—305. — ISBN 5-89329-422-Х.
- Батлер Дж. Присвоение телом гендера: философский вклад Симоны де Бовуар // Женщины, познание и реальность: Исследования по феминистской философии / сост. Э. Гарри, М. Пирсел. — М.: РОССПЭН, 2005. — С. 292—303.
- Лакан, Ривьер и стратегии маскарада// Гендерная теория и искусство. Антология: 1970—2000. — М.: РОССПЭН, 2005. — С. 422—441
- Батлер Дж. Отдавая отчет о себе // Гендерные исследования : журнал  / пер. с англ. О. Пироженко. — 2008. — № 17. — С. 104-120. — ISSN 1682-3265.
- Батлер Дж. Имитация и гендерное неподчинение // Техника «косого взгляда». Критика гетеронормативного порядка / сб. ст. / под ред. И. Градинари, пер. с англ. И. Кушнаревой. — М.: Издательство Института Гайдара, 2015. — С. 77—119. — (Библиотека журнала «Логос»). — ISBN 5-91129-410-4.